# Uchodźca mandatoryjny
Uchodźca mandatoryjny – cudzoziemiec uznany za uchodźcę przez Wysokiego Komisarza Narodów Zjednoczonych do Spraw Uchodźców, zgodnie z jego mandatem wynikającym z Konwencji Genewskiej oraz Statutu Biura Wysokiego Komisarza Narodów Zjednoczonych do Spraw Uchodźców zatwierdzonego rezolucją Zgromadzenia Ogólnego Organizacji Narodów Zjednoczonych 428(V) z dnia 14 grudnia 1950 r.